# 1735 au Canada
Pour un article plus général, voir Chronologie du Canada.
Cet article traite des événements qui se sont produits durant l'année 1735 au Canada.

## Événements

### Nouvelle-France
- Le Chemin du Roy relie Québec à Montréal[1].
- Recensement de l'Île Saint-Jean : 541 habitants[2].

### Possessions anglaises
- 26 décembre : Le poste de Moose Factory est en grande partie incendié à la Baie d'Hudson[3].

## Naissances
- Pierre du Calvet, commerçant et juge († 28 mars 1786).
- Thomas Carleton, lieutenant-gouverneur du Nouveau-Brunswick († 2 février 1817).

## Décès
- 4 décembre : René-Charles de Breslay, missionnaire sulpicien (° 1658).